# Римска Гърция
Римска Гърция е периодът в историята на Гърция, когато днешна Гърция е под властта на Римската република (509 – 27 г. пр. Хр.) и Римската империя (27 г. пр. Хр. – 395 г.). Започва с победата на римляните при Коринт през 146 г. пр. Хр. над обединените в Ахейския съюз гърци и приключва с преименуването на Византион в Константинопол през 330 година от император Константин Велики. Още преди Ахейската война римляните са успели да установят контрол над континентална Гърция, побеждавайки Древна Македония в серия от военни конфликти, известни като Македонски войни. Четвъртата македонска война
приключва с битката при Пидна през 148 г. пр. Хр. и поражение на македонския претендент за престола Андриск.
Окончателната римска окупация на гръцкия свят става факт след битката при Акциум (31 г. пр. Хр.), в която Август побеждава и обединените сили на Марк Антоний и Клеопатра и впоследствие завладява Александрия (32 г. пр. Хр.), последният голям град от елинистичната епоха.

## Римска провинция
Периодът се характеризира с установяването на един траен мир по силата на Pax Romana. Горната граница на периода е спорна. Според различни хронологии това е периода от разделянето Римската империя на Западна и Източна, през реформите на Юстиниан Велики, до управлението на Ираклий. Римските граждански войни, преди установяването на империума, се отразяват плачевно на състоянието на Гърция, а населението ѝ намалява, както и броя на градовете, като обедняват и опустяват цели области според очевидеца Страбон (X кн. от География). През първите три века от новата ера, Гърция се радва на почти непрекъснат мир, растеж и благоденствие.

## Имперски период
Много от римските императори показват голяма загриженост за Гърция като наследник на велика култура и я обсипват със специални грижи. Юлий Цезар основава Коринт, Октавиан Август – Патра и Никопол. Тиберий въвежда Македония и Ахея в икономически просперитет, правейки ги императорски провинции от сенатски. Нерон установява нестимийския празник на независимостта на Гърция, което се е равнявало на освобождаването ѝ от данък. Императорите от династиите на Флавиите и Антониите многократно посещават покритите с антична слава градове в Гърция и благоприятстват развитието на Атина. На специална щедрост се радва Гърция по времето на Адриан през 2 век. Това е векът на просперитет на знаменитите атински философски школи. Атина се превръща в книжовен и културен център на Римската империя по това време, символ на просветата по примера на Александрия от времето на Александър Македонски. Марк Аврелий дава най-висок статут на атинската школа в цялата империя, щедро възнаграждавайки преподавателите в нея.
Като цяло, Римска Гърция е светска, превръщайки се в център на просветата и културата на цялото Средиземноморие и късноантичния свят. Достъп до древногръцката просвета и култура имат като правило представители на всички народи на света, без разлика на език и религия.